# مارسيل بوت
مارسيل بوت (بالهولندية: Marcel Bout)‏ هو مدرب كرة قدم ولاعب كرة قدم هولندي، ولد في 18 نوفمبر 1962 في هارلم في هولندا. لعب مع مانشستر يونايتد.